# Freier Verband Deutscher Zahnärzte
Freier Verband Deutscher Zahnärzte ist der seit 1957 gebräuchliche Name eines deutschen zahnärztlichen Berufsverbands.

## Struktur
Der Verband hat nach eigenen Angaben über 18.000 Mitglieder, bei einer Gesamtanzahl von 99.569 Zahnärzten (Stand 2020). Anfang der 1970er Jahre war noch etwa ein Drittel aller Zahnärzte in Deutschland im FVDZ organisiert. Inzwischen hat sich die Zahl auf ein Fünftel reduziert. Der Berufsverband ist in Landesverbänden, Bezirks- und Kreisgruppen organisiert (vgl. Abschnitt Landesverbände). Die Hauptversammlung bildet das Verwaltungsorgan des Verbands. Sie besteht aus den Delegierten der Landesverbände und tritt mindestens einmal im Jahr zusammen. Aus den Reihen der Delegierten wird alle zwei Jahre der Bundesvorstand gewählt. Der Bundesvorstand besteht aus 6 Beisitzern und dem geschäftsführenden Vorstand, der sich aus dem Bundesvorsitzenden und zwei Stellvertretern zusammensetzt. Bundesvorsitzender ist seit 14. Oktober 2023 Christian Öttl. Seine beiden Stellvertreter sind Thomas Wolf und Jeannine Bonaventura.

## Landesverbände
Der FVDZ ist in 17 Landesverbänden in allen Bundesländern vertreten, darunter jeweils einen in Nordrhein und Westfalen-Lippe. Daneben existieren Bezirks- und Kreisgruppen.

## Aktivitäten
Der FVDZ vertritt als Berufsverband die beruflichen Interessen der Zahnärzteschaft. Darüber hinaus bietet der FVDZ unter anderem Kongresse, Seminare und Rechtsberatung an. Die Nachwuchsarbeit umfasst Angebote für Studenten, Berufseinsteiger und neu Niedergelassene. Der Freie Verband gibt zahlreiche Fachpublikationen heraus, unter anderem die monatlich erscheinende Verbandszeitschrift Der Freie Zahnarzt.

## Geschichte
Der Verband ging aus der 1955 von Wolfgang Mzyk gegründeten Notgemeinschaft Deutscher Zahnärzte hervor, seit 1957 trägt der FVDZ seinen heutigen Namen.

### Zahnmedizin und Zahnärzte im Nationalsozialismus
Im Rahmen des gemeinsamen Forschungsprojektes „Zahnmedizin und Zahnärzte im Nationalsozialismus“ von Kassenzahnärztlicher Bundesvereinigung (KZBV), Bundeszahnärztekammer (BZÄK) und der Deutschen Gesellschaft für Zahn-, Mund- und Kieferheilkunde (DGZMK) in Kooperation mit dem Institut für Geschichte, Theorie und Ethik der Medizin der RWTH Aachen und der Heinrich-Heine-Universität Düsseldorf wurde seit September 2016 die Rolle der Zahnheilkunde im NS-Regime systematisch aufgearbeitet. Die Ergebnisse wurden am 28. November 2019 der Öffentlichkeit vorgestellt.

### Vorsitzende des FVDZ, die Mitglieder der NSDAP waren
Vorsitzende des FVDZ und der Vorgängerorganisationen, die Mitglieder der NSDAP waren:
- 1952–1957 – Eugen Flohr (1896–1958)
- 1958–1963 – Wolfgang Mzyk (1923–2015)
- 1963–1967 – Wilhelm Stengel (1901–1967)
- 1967–1969 – Willi Ostermann (* 1912)
- 1969–1971 – Erich Pillwein (1919–2018)
- 1971–1973 – Werner Wald (* 1913)
- 1981–1987 – Julius Herrmann (1919–1988)

Nach der Wiedervereinigung Deutschlands im Jahr 1990 vereinbarte der FVDZ eine Kooperation mit dem neugegründeten ostdeutschen Unabhängigen Deutschen Zahnärzteverband (UDZ). Im selben Jahr schlossen sich beide Verbände zusammen.